# Židovský hřbitov v Opavě
Židovský hřbitov v Opavě se nachází v okrese Opava v Moravskoslezském kraji na Otické ulici, asi 2 km od Horního náměstí. Byl postaven v letech 1890–1892 jako součást nového ústředního hřbitova společně s katolickou a evangelickou. Židům byl vyhrazen prostor v severozápadní části hřbitova a postavena vlastní empírová obřadní síň. Nápisy na asi 600 náhrobcích nesou hebrejsko-české a hebrejsko-německé nápisy.
Nejhodnotnější náhrobky byly po záboru Sudet v 1938 zabaveny a odstraněny. Po roce 1948 byli na hřbitově též pohřbeni zajatci Rudé armády. V dětském oddělení jsou pohřbeni dezertéři německé armády.

## Galerie

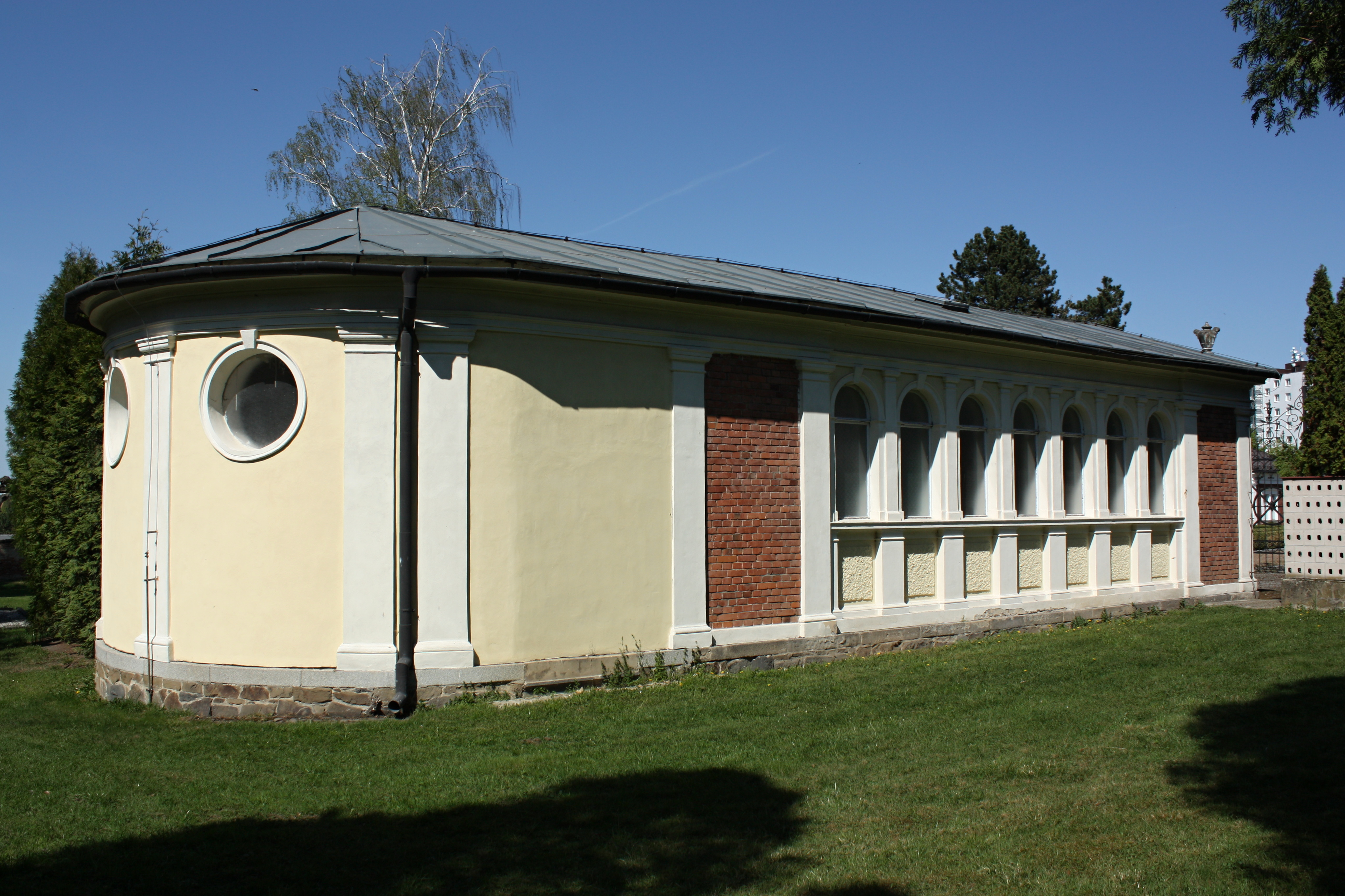
Obřadní síň
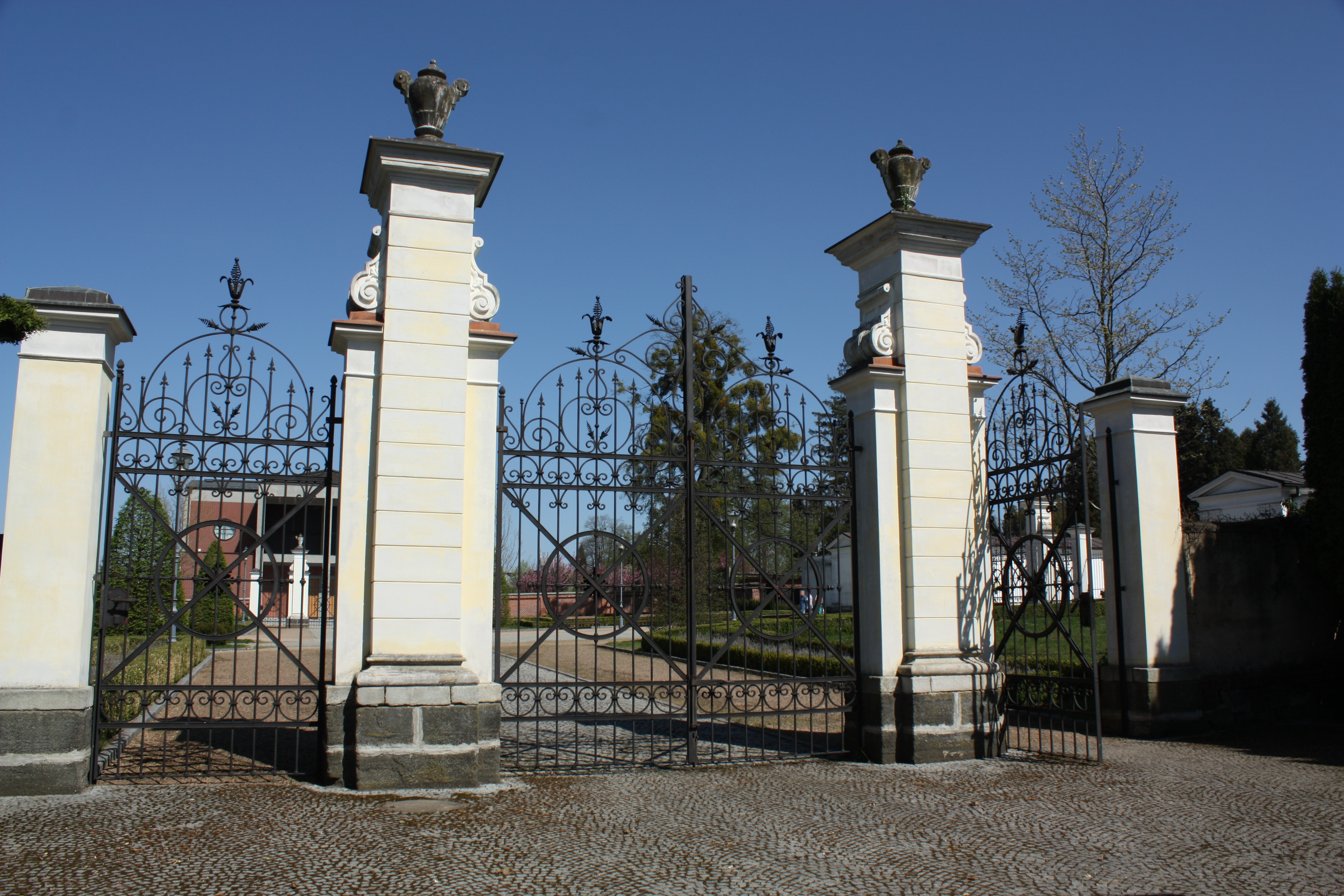
Vstupní brána
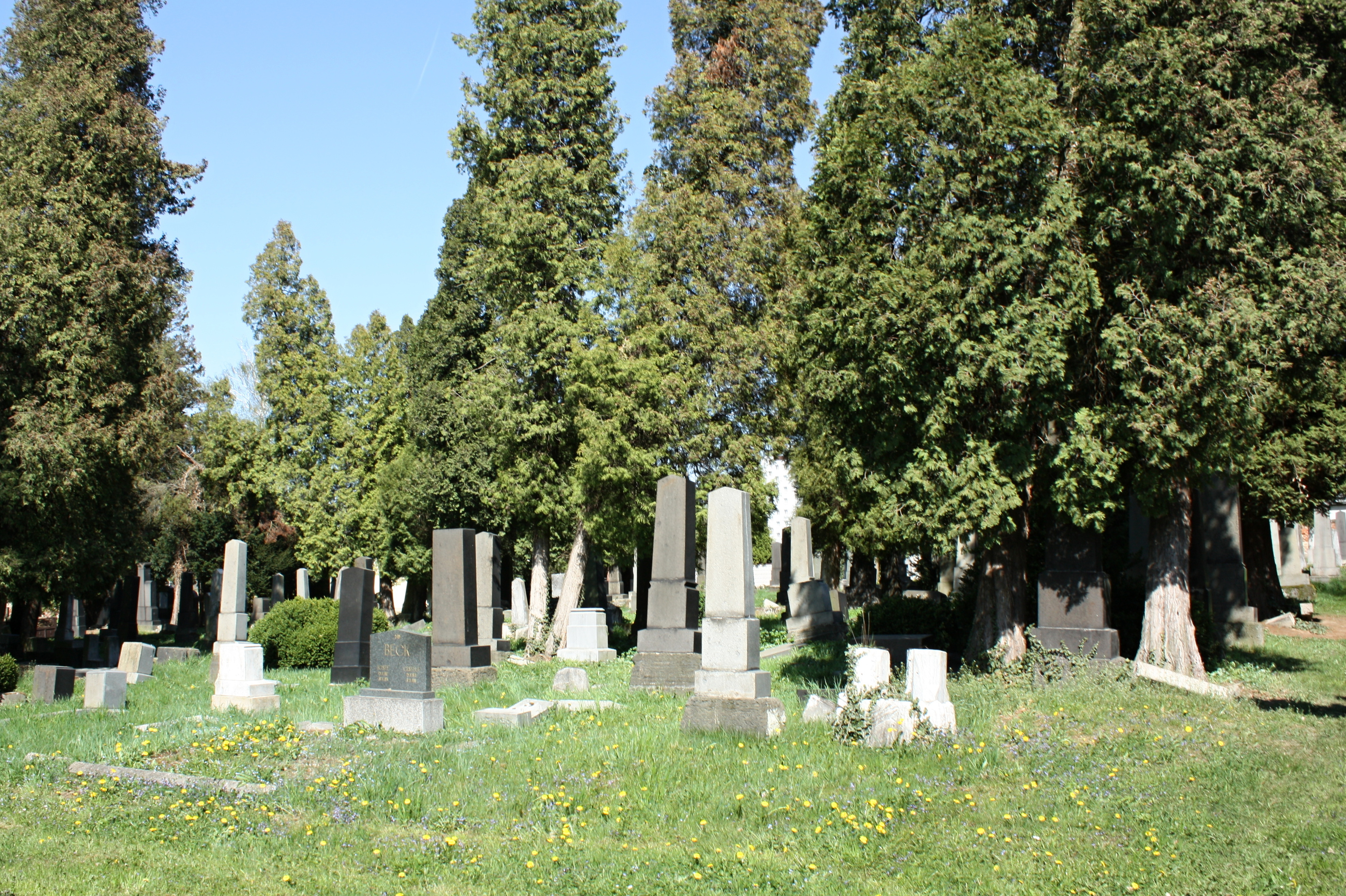
Pohled ze západu
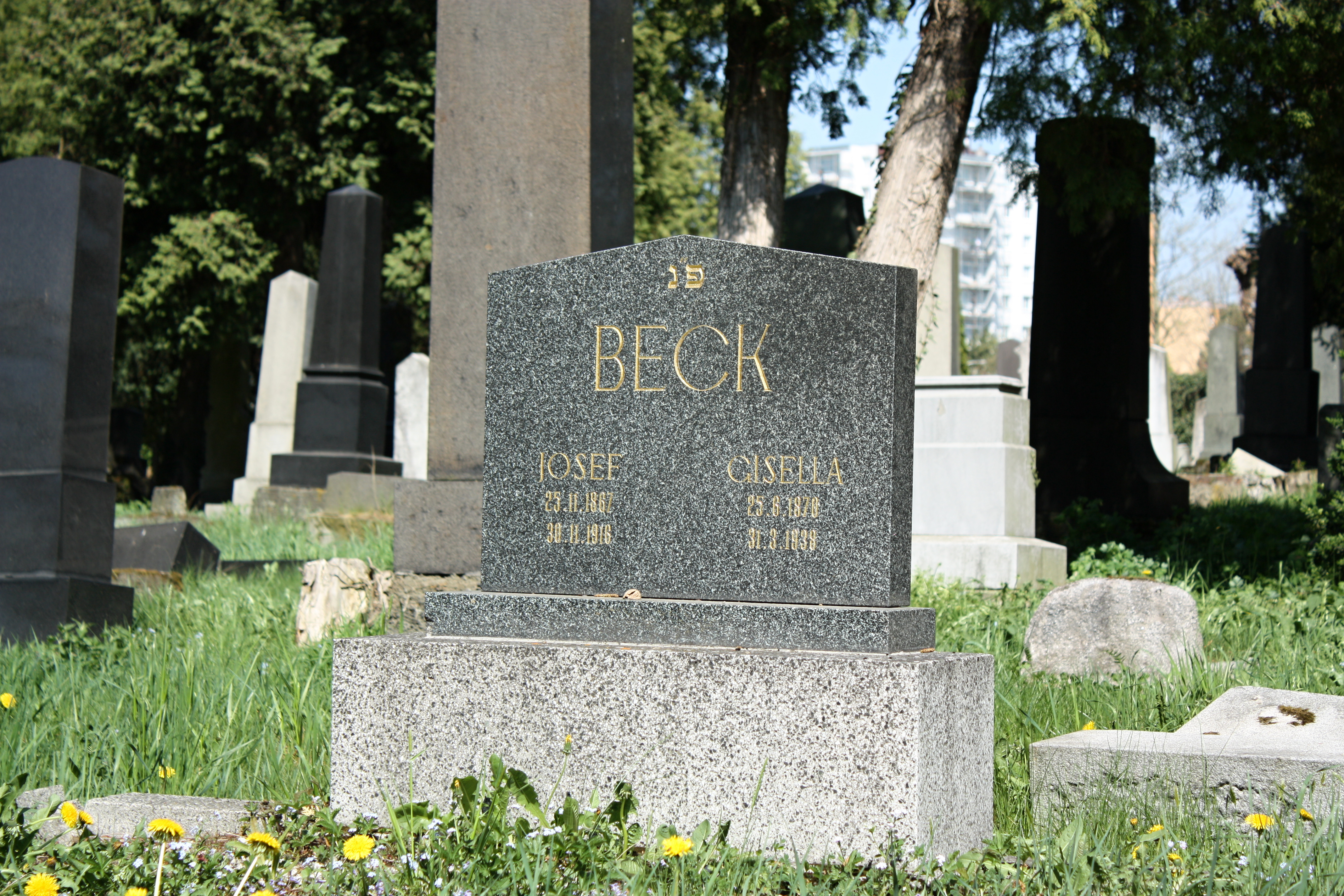
Detail náhrobku